# Greer Skousen
Aytch Greer Skousen Spilsbury (Casas Grandes, 24 settembre 1916 – San Antonio, 20 marzo 1988) è stato un cestista messicano.

## Carriera
Ha vinto la medaglia di bronzo con il Messico alle Olimpiadi di Berlino 1936, giocando cinque partite. Morì in Texas.